# Тервіспел
Тервіспел (нід. Terwispel) — село в нідерландській провінції Фрисландія. Входить до муніципалітету Опстерланд.
Його площа становить 16,55км², а населення станом на 2021 рік складало 1 000 осіб.

## Галерея

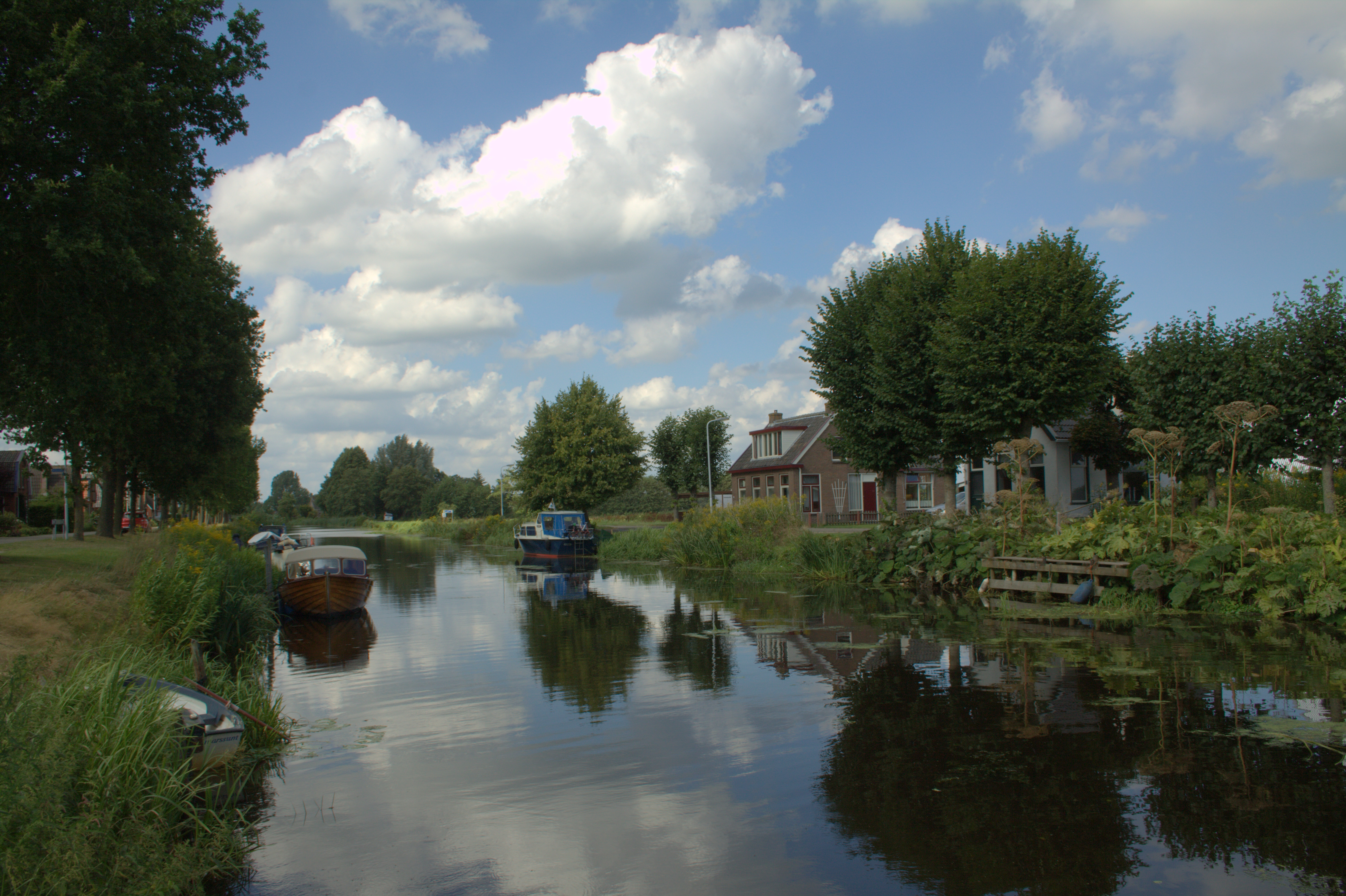
Канал у Тервіспелі
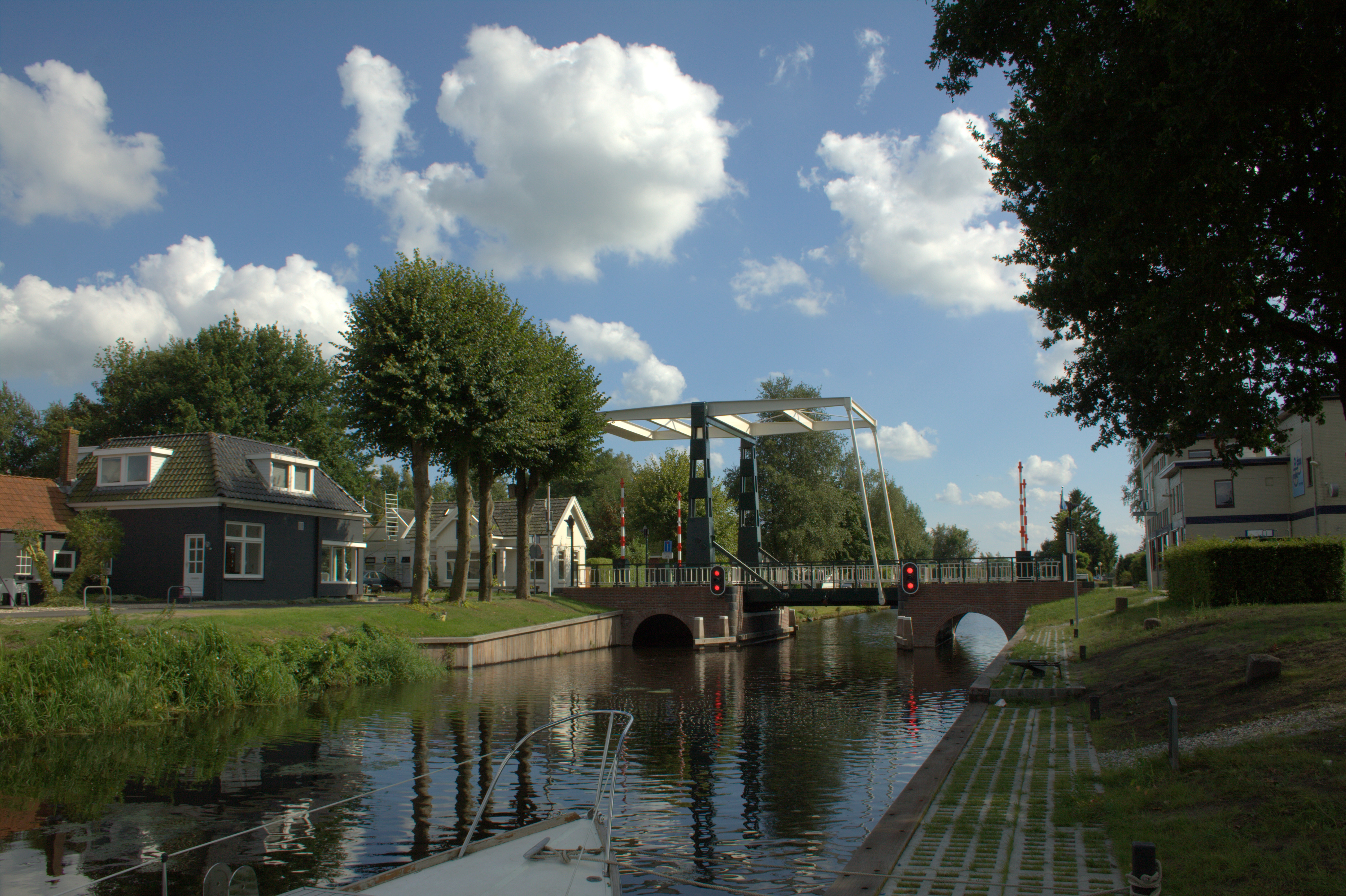
Місток у селі